# Turkish Airlines-vlucht 981
Turkish Airlines-vlucht 981 was een McDonnel Douglas DC-10 die in 1974 net buiten Senlis crashte. Alle 346 mensen aan boord kwamen hierbij om het leven.

## Ramp
Op de morgen van 3 maart 1974 vertrok vlucht 981 uit Istanboel voor een reis naar Londen, met een tussenstop in Parijs-Orly. De gezagvoerder was Nejat Berköz en de eerste officier was Oral Ulusman. Het eerste deel van de reis verliep zonder problemen.
Enkele minuten voor 11.00 uur landde vlucht 981 op de luchthaven van Parijs. Normaal gesproken was het laatste deel van de vlucht naar Londen rustig, maar door een staking van British Airways kwamen er veel mensen, die oorspronkelijk met British Airways zouden vliegen, nu op deze vlucht naar Londen. Uiteindelijk zat de DC-10 geheel vol, met nu in totaal 346 mensen aan boord.
Om ongeveer 12.30 uur steeg de DC-10 op van Parijs voor de vlucht naar Londen, die volgens planning ongeveer 50 minuten zou duren. Eerst vloog het vliegtuig naar het oosten, toen naar het noorden, om de binnenstad van Parijs te ontzien. Enkele minuten na het opstijgen, toen het vliegtuig over de stad Meaux vloog, kwam er een radioboodschap van vlucht 981. Hierop waren enkele zinnen in het Turks te horen, die naar later zou blijken namen van alarmsignalen waren. De copiloot zei: "The fuselage has burst" ("De romp is gebarsten"). Kort hierna verdween het vliegtuig van de radar. Twee rijen stoelen met zes passagiers kwamen neer in een weiland bij Meaux. Het wrak van het vliegtuig werd later 40 kilometer verderop gevonden, in het bos van Ermenonville, vlak bij het stadje Senlis. 

## Onderzoek
Uit de cockpitvoicerecorder en flightdatarecorder bleek dat het eerste teken van problemen opdook toen de DC-10 over Meaux vloog. Op de cockpitvoicerecorder was een doffe knal te horen en meteen daarna viel motor nummer 2 (de motor in de staart van de DC-10) terug naar stationair toerental. Het vliegtuig helde sterk over naar links en daalde snel, terwijl Berköz en Ulusman vergeefse pogingen deden het vliegtuig weer onder controle te krijgen. Een lid van de bemanning (waarschijnlijk de copiloot) meldde het probleem aan de luchtverkeersleiding. Vlak boven de grond begon het vliegtuig weer enigszins recht te trekken. Het was echter al te ver gedaald. 72 seconden nadat de problemen begonnen waren, stortte de DC-10 met een snelheid van 800 km/u in een bos vlak bij Ermenonville. Alle 346 inzittenden waren op slag dood.
Franse onderzoekers stelden vast dat het achterste vrachtluik van de DC-10 in volle vlucht open was gegaan. Dit was mogelijk doordat het luik niet van het plugtype was. Voor vliegtuigen met een drukcabine worden bijna altijd plugdeuren gebruikt. Een plugdeur opent naar binnen toe en is iets groter dan de lijst waar hij in moet. De luchtdruk in het vliegtuig (overdruk) duwt de deur in zijn lijst, hetgeen de deur zeer veilig maakt. Het vrachtluik opent echter naar buiten, om meer bagage te kunnen laden. Om het luik op zijn plaats te houden draaien haken om stangen heen. Bagageafhandelaars duwen met een hendel dan nog pinnen tussen de haken door, om ze op hun plaats te houden. Als de pinnen niet goed op hun plaats zitten, blijft er een klepje open, zodat de druk tussen binnen- en buitenkant van het luik gelijk blijft. Er is ook een waarschuwingslampje in de cockpit dat aangeeft dat het luik nog openstaat. Door een ontwerpfout was het echter ook mogelijk de hendel waarmee de pinnen tussen de haken geduwd worden, volledig omlaag te duwen als de haken niet goed vergrendeld zijn. Ook dan sloot het klepje en ging het waarschuwingslampje uit.
Het bagageluik zat dit keer niet goed dicht en kon zeer gemakkelijk opengaan als het drukverschil tussen binnen en buiten toenam. Dit gebeurde op 3500 meter. Er ontstond een groot gat in de passagiersruimte met een explosieve decompressie als gevolg. Ook de vloer zakte in, waardoor alle bedieningskabels voor het richtingsroer, het hoogteroer en motor 2 beschadigd raakten zodat bedienen ervan onmogelijk werd.
Toen de onderzoekers het luik verder onderzochten, ontdekten ze dat er al eerder een vrijwel identiek ongeluk was gebeurd: American Airlines-vlucht 96, bijna een jaar eerder. Ook bij deze vlucht viel het vrachtluik op 3500 meter hoogte van het vliegtuig. Op de vloer boven dit luik zaten echter geen stoelen, maar een keukentje (pantry). Hierdoor verzakte de vloer minder en werden weliswaar de meeste, maar niet alle kabels voor de bediening van het richtingsroer, het hoogteroer en motor 2 geraakt. Het vliegtuig kon veilig landen, en alle inzittenden overleefden het ongeluk.
Na dit ongeluk had McDonnel Douglas opdracht gegeven alle vrachtluiken te verbeteren. Hoewel het Turkse toestel drie maanden na dit ongeluk besteld was en nog eens drie maanden daarna werd geleverd, was het verbeterde vrachtluik er nog niet op toegepast. Bovendien was de verbinding tussen de sluiting en de pinnen niet heel stevig, waardoor hij kon ombuigen en de pinnen niet goed op hun plaats zaten.
Normaal gesproken was het de taak van de grondwerktuigkundige om te kijken of alle deuren wel goed dicht zitten en als die niet aanwezig was, van de boordwerktuigkundige. De eerste werkte echter niet op de dag van het ongeluk (het was een zondag) en de boordwerktuigkundige liep niet langs het vliegtuig, aangezien het enigszins vertraagd was door alle extra passagiers.

## Vergelijkbare ongelukken
Vrachtluiken die naar de buitenzijde openen zijn niet fouttolerant. Dit maakt het extra belangrijk dat het sluitingsmechanisme veilig uitgevoerd is. 
Gewoonlijk worden in een vliegtuig plugdeuren gebruikt, die naar de binnenzijde van het vliegtuig openen. Een plugdeur die niet goed vergrendeld is zal niet opengaan aangezien de positieve druk van de drukcabine hem op zijn plaats houdt. Gevaar voor openen ontstaat pas op zeer lage hoogte, als het drukverschil vrij klein is. 
De Boeing 747 heeft ook een aantal problemen met de sluiting van het vrachtluik gehad. Het ernstigste deed zich voor bij United Airlines-vlucht 811, waar een losgekomen vrachtluik samen met een zeer groot deel van de romp in de Grote Oceaan viel, samen met 9 passagiers die in 3 rijen stoelen zaten. Geen van deze passagiers overleefde het, de andere 346 mensen aan boord echter wel. Ook hier was een slecht ontwerp van de sluiting de oorzaak.